# La Femme au dragon rouge
La Femme au dragon rouge est un roman du journaliste et écrivain portugais José Rodrigues dos Santos. Initialement édité en 2022, il est paru en France le 17 mai 2023, chez Hervé Chopin.
Dans la note finale, Dos Santos indique que son roman est tiré en partie de l'histoire de Sayragul Sauytbay.

## Résumé
Le livre présente une narration non-linéaire, entrelaçant différentes périodes de la vie de plusieurs personnages : les années où Madina une enfant ouïghoure grandit dans le Xinjiang, dont la période s'étale sur une vingtaine d'années (les années ne sont pas citées), et les activités de l'historien portugais Tomás Noronha en 2022. Pour les besoins de cet article, l'histoire est résumée en suivant l'ordre chronologique des événements.
Madina est une enfant ouïghoure de 5 ans vivant dans le village dans la province chinoise du Xinjiang. Au sein d'une famille de cinq enfants, elle est la cadette, petite-fille de l'iman local Qeyser, et grandit dans une région où la modernité technologique n'a pas encore atteint la région. Un chinois, de l'ethnie han, le groupe ethnique majoritaire en Chine s'installe un jour, ouvrant un commerce. Apportant les nouvelles technologies, il déstabilise l'économie locale. Dans les mois qui suivent de nouveaux Hans s'installent au village, ainsi que des militaires. Les paysans se sentent de plus en plus spoliés de leur terre et se retrouvent expulsés manu militari. Sous les conseils de l'imam, par le souvenir de la peur engendrée par la mise en place du système des laogai, les camps de rééducation mis en place par le Parti communiste chinois lors des troubles lors de la Révolution culturelle, les habitants se soumettent et acceptent les nouvelles règles imposées. Les parents de Madina décident de l'envoyer chez son cousin Erbakyt à la capitale provinciale Ürümqi, pour étudier et s'assimiler, dans le but de pouvoir les protéger le moment venu.
Dans les années suivantes, Madina apprend le mandarin, étudie l'idéologie communiste chinoise ainsi que les textes fondateurs comme le Manifeste du parti communiste, L'Idéologie allemande, Le Capital et le Petit Livre rouge. Appliquée, elle étudie les textes, mais au moment de discuter des nombreuses contradictions qu'elle a relevée avec son enseignant le professeur Li, un Han dont elle éprouve un sentiment amoureux, celui-ci la met en grade de ne pas divulguer ses pensées, ni d'exprimer à haute-voix dans l'espace public toute critique envers le Parti. Une relation amoureuse se noue entre eux, et Madina adhère au Parti, mais découvrant que Li est marié, elle met fin à sa relation et commence sa période à l'université.
Quelque temps plus tard, elle s'installe et travaille dans la ville Karamay. Arrive alors (le 5 février 1997), une manifestation demandant la libération de dignitaires religieux arrêtés par la police à Guldja (Yining), sont réprimées violemment par la police et l'armée. S'ensuivent des émeutes qui font des dizaines de morts et des centaines de blessés parmi les Ouïgours. Le Parti décide alors des mesures contraignantes pour de nombreux habitants (mise en place de check-points dans les rues, écoutes téléphoniques puis analyses par vidéo surveillance grâce à l'intelligence artificielle, etc). Le cousin de Madina est arrêté et disparait. Suivant ces événements elle et les habitants, sont de nombreuses fois convoqués par les autorités pour des prétextes futiles (tels que la mis-à-jour de son passeport, qui ne lui est pas rendu) et des analyses sanguines, morphologiques, vocales sont effectuées dans le cadre du programme « Santé pour tous ». Au fur et à mesure, elle se rend compte que ces convocations ne concernent que les ethnies minoritaires, et servent à alimenter la base de données permettant de suivre les populations, et d'identifier visuellement leur émotion et de lire sur les lèvres.
Dans les années qui suivent, la pression s'accentue progressivement. Pour ne pas être sortie de son appartement à l'heure habituelle, elle est dénoncée par la responsable du comité de quartier du Parti, Mme Ting. Une caméra et un micro sont installés chez elle, les murs de son appartement doivent être repeint en rouge, et ses tapis et sa vieille poupée sont considérés comme des « artefacts séparatistes ». Son amie Reyhan disparait également, et finalement elle est arrêtée dans son domicile et emmenée de force.
Accusée par la police pour activité contre-révolutionnaire séparatiste en raison de son lien de parenté avec son grand-père iman Qeyser et son cousin Erbakyt, elle est conduite dans un des camps de rééducation. Au cours des années suivantes, elle et ses codétenues sont alors emprisonnées, battues, torturées, violées et stérilisées. Parmi des hommes également présents, elle découvre que certains ont vu leurs organes prélevés. Surnommée « étudiante » elle subit quotidiennement un lavage de cerveau et doit d'infliger des séances d'autocritique. Finissant par signer les papiers dénonçant sa famille en tant que terroriste, son sort évolue et elle est amenée dans un quartier du camp où elle est contrainte au travail forcé.
Finalement conditionnée, elle est libérée et retourne à Karamay. Retrouvant son appartement, son travail et Mme Ting, elle reste constamment surveillée. Au bout de quelques jours elle est contactée dans le cadre du programme « Devenir une famille ». Un Han, Mr Wang, déjà marié, s'installe chez elle, dont elle devient dans les faits son esclave. Chacune des "activités" du couple, le repas, le programme télévision, de même que son viol, sont photographiées en "selfie" sur l'application WeChat par Mr Wang dans le but de gagner des points. Les images sont également partagées sur le Net.
Un jour, elle reçoit la visite de son ancien instructeur, le professeur Li. Disposant d'un rang élevé au sein du Parti, il a suivi son parcours et lui donne la possibilité de fuir le pays, via le Pakistan. Il lui donne également dans une clé USB des documents importants, lui permettant de négocier sa demande d'asile, et un rubis représentant un dragon rouge, comme réserve monétaire.
Ainsi, à ce moment-là, Maria Flor, épouse de Tomás Noronha, vient en aide à une jeune femme poursuivie par kidnappeurs dans la ville de Amritsar dans le Pendjab indien. Avant son enlèvement, elle arrive à prévenir Tomás. Celui-ci débarque en Inde, où il fait la rencontre de l'agent de la CIA Charlie Chang, qui devait rencontrer une inconnue surnommée Dragon rouge, et qui dispose d'un message codé rédigé par Maria Flor. Le message décodé par Tomás fait référence aux versets de l'Apocalypse, ainsi que les phrases exprimées par téléphone par Dragon rouge, indiquent que ces documents sont relatifs à la stratégie géopolitique secrète, mis en place dès le début de l'instauration du communisme en Chine, et à la ville de Hambantota, où ont été conduit les deux captives.
Tomás en apprend plus sur les motivations de l'agent Chang, dont la famille a subi lors du Grand Bond en avant, la Grande famine organisée par Parti, et allant jusqu'à se livrer au cannibalisme. Alors étudiant envoyé aux États-Unis, le Parti lui demanda d'espionner la compagnie américaine pour laquelle il travaillait. Refusant cela, des mesures de rétorsion furent appliquées et son père mourut en prison. Profondément chinois, il considère qu'il se doit de lutter contre le Parti et non contre la Chine. Il lui donne également la signification des trois proverbes donnés par Dragon rouge : « Utiliser la campagne pour encercler la ville », « Rond à l'extérieur, carré à l'intérieur » et « Cacher son jeu et attendre son heure », des références à la période des Royaumes combattants et plus particulièrement, la lutte entre le ba Fu Chai et son vassal Goujian (en), et à L'Art de la guerre de Sun Tzu. Chang fait le lien avec la stratégie de la nouvelle route de la soie, de l'organisation d'espionnages massifs industriel et technologique, en prenant l'exemple du Kiev, et du lobbysme par exemple dans le milieu d'Hollywood.
Arrivés au Sri Lanka, accompagnés de deux agents cinghalais, ils infiltrent la base chinoise de Hambantota. Malgré leur intervention, Dragon rouge et Maria Flor, sont conduites sur un porte-avion chinois en direction des îles Spratleys. Tomás et Chang se rendent à la base américaine d'Okinawa où une opération est décidée par le colonel Poulsen, avec comme soutien le Colossus un robot androïde piloté en temps réel depuis les États-Unis par un ancien marine tétraplégique nommée Hector. S'infiltrant depuis les airs dans la base chinoise, ils libèrent les deux prisonnières. Mais à ce moment-là, le Colossus est piraté, et abat Chang, Dragon rouge et Maria Flor. Aidé vocalement par Hector, Tomás arrive à désactiver le robot permettant à Hector de reprendre le contrôle. Transportant les cadavres de Chang et Dragon rouge, Maria Flor étant grièvement blessée, Tomás parvient à quitter l'île et à rejoindre un sous-marin au large. Livrant la clé USB au colonel, Tomás se rend compte du changement opéré sur Maria Flor de sa rencontre avec Madina, qui aura été durant toute son existence enfermée dans une prison à ciel ouvert.

### Lieux réels traversés
- Portugal : Lisbonne (fondation Gulbenkian)
- Inde : Amritsar
- Chine : Ürümqi, Karamay
- Sri Lanka : Hambantota
- Japon : Okinawa
- Îles Spratleys

## Réception critique
Le livre reçoit des notes globalement positives : il obtient une note de 4.3/5 sur le site Babelio et 4,5/5 sur la Fnac. Dans les médias, il est recommandé en tant que lecture de l'été 2023 par le journal La Nouvelle République et sur Franceinfo